# Spiegelparadox
De spiegelparadox is de vraag: "Waarom zijn in het spiegelbeeld van een verticaal opgestelde spiegel rechts en links verwisseld, maar niet onder en boven?" De paradox ligt erin dat in onze perceptie van voorwerpen met een linker- en een rechterkant links en rechts verwisseld zijn, hoewel de spiegel alleen voor en achter omwisselt. In de spiegel ziet iemand het beeld van bijvoorbeeld zijn eigen rechterarm nog steeds rechts, maar als arm van het spiegelbeeld als persoon is het diens linkerarm. Als mensen altijd aan hun rechterhand zes vingers zouden hebben en vier aan hun linker, zou van iemand die er als het spiegelbeeld van een mens uitziet ook gezegd worden dat die, anders dan gebruikelijk, zes vingers aan de linkerhand heeft en vier aan de rechter.

## Wat doet een spiegel
Een spiegel keert van een invallende lichtstraal de loodrecht op de spiegel staande component van richting om. Staat iemand voor een verticaal opgestelde spiegel en kijkt hij ernaar, dan worden in zekere zin voor en achter verwisseld. Licht dat van achteren komt, lijkt van voren te komen. Licht van linksachter lijkt van linksvoor te komen en licht van boven en achter, van boven en voor. Enzovoort. Maar dat is te eenvoudig: licht van voor, lijkt niet van achter te komen! Het gaat speciaal over licht dat van de spiegel komt, en dat komt altijd van voren bij de persoon. Het gaat eigenlijk niet om voor en achter, maar om de richting van achter naar voren. Die richting is in het spiegelbeeld omgedraaid.

## Dobbelsteen
Leg een dobbelsteen tussen jezelf en de spiegel, bijvoorbeeld met de 1 boven en de 2 naar je toe. Je kunt de 5 niet zien, de 6 ook niet, die is onder, en met enige moeite de 3 links en de 4 rechts.  Wat zie je in de spiegel? Van het spiegelbeeld van de dobbelsteen kun je de 5 zien, die is naar je toegekeerd. De 1 blijft boven en de 6 onder. Ook de 3 en de 4 zijn niet van 'plaats' veranderd, de 3 is ook daar aan de linkerkant en de 4 rechts. Alles gezien vanuit jezelf. Voor en achter zijn verwisseld.
Dat is anders voor de dobbelsteen die, als persoon gezien, bijvoorbeeld de 1 z'n bovenkant noemt, de 5 z'n gezicht en de 4 z'n rechterkant. Het spiegelbeeld heeft, per definitie, het hoofd ook boven, het gezicht is nu te zien, en de 3 is aan wat van het spiegelbeeld de rechterkant is.

## Kamer
Ik sta in een kamer voor de spiegel. Aan het plafond heb ik een bordje gehangen met 'BOVEN' erop. In de spiegel is dat ook boven, maar staat er niets op: de spiegel heeft voorkant en achterkant verwisseld. Daarom snij ik de letters uit, en waarachtig, in de spiegel hangt ook een bordje aan het plafond, en wat staat erop: 'BOVEN'! Ik kleur de voorkant groen en de achterkant rood. Ik zie een groen bordje; in de spiegel een rood.
Op de linkermuur heb ik 'LINKERMUUR' geschreven. Het spiegelbeeld van de linkermuur is voor mij ook links, maar er staat 'LINKERMUUR' op. Het woord 'LINKERMUUR' heeft vooraan een L en achteraan een R. Het spiegelbeeld heeft vooraan een R en achteraan een L. Voor en achter zijn verwisseld, ook van de letters.
Op de muur achter mij schrijf ik 'ACHTERWAND'. In de spiegel is het beeld van die muur vóór mij; wel staat er 'ACHTERWAND' op. De spiegel heeft voor en achter verwisseld.

## Eigen spiegelbeeld
Zo is dat ook met je eigen spiegelbeeld. Als je naar een persoon tegenover je kijkt, zit z'n hoofd boven, z'n neus voor en z'n rechterarm zit voor jou links. Beschouw je je spiegelbeeld als iemand tegenover je, dan is het hoofd gewoon boven, de neus aan wat je de voorkant noemt, en het spiegelbeeld van je rechterarm zit voor jou rechts, dus dat moet z'n linkerarm zijn. 
Neem als oriëntatie: je kijkt naar het noorden, de zon staat boven je en rechts is dus het oosten. Jouw noordkant is je gezicht, de noordkant van je spiegelbeeld is z'n rug. De zon staat bij allebei boven het hoofd en jouw linkerarm met het horloge is aan de westkant. Jouw voorkant is noord, zijn voorkant is zuid. Jullie bovenkanten zijn beide de zonkanten. Daarom is jouw linkerarm aan de westkant, maar zijn linkerarm, die zonder horloge, aan de oostkant. Wel is het zo dat de arm met het horloge bij beiden aan de westkant is. Het hoofd is niet van richting veranderd, het horloge ook niet, wel het gezicht; logisch ook, je spiegelbeeld kijkt de andere kant op.
Voor en achter is niet hetzelfde als voor- en achterkant. Spreek als richting af dat van alles waar je naar toe kijkt,  je de achterkant ziet en van alles achter je, als je omkijkt, de voorkant. Dan zie je van je spiegelbeeld de achterkant! En wonderlijk daar zit z'n neus. Het is dus een kwestie van interpretatie. Het spiegelbeeld zou kunnen zeggen: m'n gezicht zit op m'n rug in plaats van: m'n horloge zit aan m'n rechterhand. Maar per definitie is het gezicht de voorkant, het hoofd de bovenkant, en rechts is daarvan afgeleid.

## Spiegelbeeld van een ander
Als je naar een persoon tegenover je kijkt en achter hem staat een spiegel, dan kun jij ineens z'n rug zien. De spiegel heeft voor en achter verwisseld.

## Verfblik
Een verfblik staat op een horizontale spiegel. Voorop zit een etiket waarop VERF staat. Het spiegelbeeld van het blik staat volgens mij op z'n kop, en de tekst op het etiket is in spiegelschrift.
Haal het deksel van het blik af. De verf stroomt er niet uit, ook niet bij het spiegelbeeld dat op z'n kop staat! De vraag is daarom of het gespiegelde blik wel op z'n kop staat. In de gespiegelde wereld is de richting van de zwaartekracht veranderd. De spiegel heeft onder en boven verwisseld.

## Links
- Wolfgang Stöcher: Warum vertauscht ein Spiegel links und rechts? Aber nicht oben und unten?? Op SteyrerBrains.at (o. D.).
- Richard Feynman: How Mirrors Turn You Inside Out. Serie Fun to Imagine 4, BBC, 29 juli 1983.
- Das Spiegelparadoxon. Serie Lesch & Co, 30 mei 2018.